# Championnat d'Australie de football 1999-2000
Navigation
Saison précédente Saison suivante
La saison 1999-2000 du Championnat d'Australie de football est la vingt-quatrième édition du championnat de première division en Australie.
La NSL (National Soccer League) regroupe quinze clubs du pays (et pour la première fois, une équipe de Nouvelle-Zélande) au sein d'une poule unique, où ils s'affrontent deux fois au cours de la saison régulière. Le titre se dispute entre les six premiers de la première phase par le biais des play-off. Il n'y a ni promotion, ni relégation en fin de saison.
C'est le club de Wollongong Wolves qui remporte la compétition après avoir battu lors du Grand Final Perth Glory FC. C'est le tout premier titre de champion d'Australie de l'histoire du club.

## Les clubs participants
| - Marconi Stallions - Wollongong Wolves - Adelaide Force - Gippsland Falcons - Sydney Olympic FC - Brisbane Strikers FC - Carlton SC - Northern Spirit FC | - Auckland Kingz - Promu en National Soccer League - Canberra Cosmos - South Melbourne FC - Melbourne Knights - Newcastle Breakers - Perth Glory FC - Sydney United - Parramatta Power FC - Promu en National Soccer League |

## Compétition

### Phase régulière
Le barème utilisé pour établir le classement est le suivant :
- Victoire : 3 points
- Match nul : 1 point
- Défaite : 0 point

| Rang | Équipe               | Pts | J  | G  | N  | P  | Bp | Bc | Diff |
| ---- | -------------------- | --- | -- | -- | -- | -- | -- | -- | ---- |
| 1    | Perth Glory FC       | 64  | 34 | 19 | 7  | 8  | 60 | 42 | +18  |
| 2    | Wollongong Wolves    | 60  | 34 | 17 | 9  | 8  | 72 | 44 | +28  |
| 3    | Carlton SC           | 58  | 34 | 17 | 7  | 10 | 55 | 39 | +16  |
| 4    | Adelaide Force       | 56  | 34 | 16 | 8  | 10 | 57 | 37 | +20  |
| 5    | Sydney Olympic       | 55  | 34 | 16 | 7  | 11 | 56 | 40 | +16  |
| 6    | Marconi Fairfield    | 55  | 34 | 16 | 7  | 11 | 53 | 49 | +4   |
| 7    | Newcastle Breakers   | 51  | 34 | 14 | 9  | 11 | 44 | 44 | 0    |
| 8    | Auckland KingzP      | 50  | 34 | 15 | 5  | 14 | 57 | 59 | -2   |
| 9    | Brisbane Strikers FC | 49  | 34 | 13 | 10 | 11 | 46 | 40 | +6   |
| 10   | South Melbourne FC   | 49  | 34 | 14 | 7  | 13 | 55 | 51 | +4   |
| 11   | Parramatta Power FCP | 47  | 34 | 14 | 5  | 15 | 52 | 47 | +5   |
| 12   | Melbourne Knights    | 45  | 34 | 13 | 6  | 15 | 44 | 57 | -13  |
| 13   | Northern Spirit FC   | 36  | 34 | 11 | 3  | 20 | 41 | 58 | -17  |
| 14   | Canberra Cosmos      | 36  | 34 | 9  | 9  | 16 | 44 | 64 | -20  |
| 15   | Gippsland Falcons    | 29  | 34 | 7  | 8  | 19 | 23 | 49 | -26  |
| 16   | Sydney United        | 20  | 34 | 5  | 5  | 24 | 19 | 58 | -39  |

|  | Qualification pour les play-off                       |
|  | T: Tenant du titre P: Promu en National Soccer League |

### Play-offs
|          | Premier tour      | Premier tour                    | Premier tour |                                                                                                |  | Demi-finale      | Demi-finale       | Demi-finale | Demi-finale |  |  | Petite finale     | Petite finale |  |  | Finale                | Finale       |
|          |                   |                                 |              |                                                                                                |  |                  |                   |             |             |  |  |                   |               |  |  |                       |              |
|          |                   |                                 |              |                                                                                                |  | 9 et 16 mai 2000 |                   |             |             |  |  |                   |               |  |  |                       |              |
|          |                   |                                 |              |                                                                                                |  | 2                | Wollongong Wolves | 1           | 0           |  |  |                   |               |  |  |                       |              |
|          |                   |                                 |              |                                                                                                |  | 1                | Perth Glory FC    | 0           | 2           |  |  |                   |               |  |  | 11 juin 2000          | 11 juin 2000 |
|          |                   |                                 |              |                                                                                                |  |                  |                   |             |             |  |  |                   |               |  |  | Perth Glory FC        | 3 (6)        |
|          | 13 mai 2000       | 13 mai 2000                     | 13 mai 2000  |                                                                                                |  |                  |                   |             |             |  |  | 4 juin 2000       | 4 juin 2000   |  |  | Wollongong Wolves tab | 3 (7)        |
|          | Marconi Stallions | 0                               | -            |                                                                                                |  |                  |                   |             |             |  |  | Wollongong Wolves | 2             |  |  |                       |              |
|          | Carlton SC        | 1                               | -            |                                                                                                |  |                  | 28 mai 2000       | 28 mai 2000 |             |  |  | Carlton SC        | 1             |  |  |                       |              |
|          |                   |                                 |              |                                                                                                |  |                  | Carlton SC        | 2           |             |  |  |                   |               |  |  |                       |              |
|          | 14 mai 2000       | 14 mai 2000                     | 14 mai 2000  |                                                                                                |  |                  | Sydney Olympic FC | 1           |             |  |  |                   |               |  |  |                       |              |
|          | Sydney Olympic FC | 4                               | -            |                                                                                                |  |                  |                   |             |             |  |  |                   |               |  |  |                       |              |
|          | Adelaide Force    | 1                               | -            |                                                                                                |  |                  |                   |             |             |  |  |                   |               |  |  |                       |              |
|          |                   |                                 |              | \| Légende: \| \| Progression de l'équipe défaite \| \| Progression de l'équipe victorieuse \| |  |                  |                   |             |             |  |  |                   |               |  |  |                       |              |
| Légende: |                   | Progression de l'équipe défaite |              | Progression de l'équipe victorieuse                                                            |  |                  |                   |             |             |  |  |                   |               |  |  |                       |              |

## Bilan de la saison
| Championnat d'Australie de football 1999-2000 |                               |
| Champion                                      | Wollongong Wolves (1er titre) |
| Coupes et trophées                            |                               |
| Vainqueur de la Coupe d'Australie 1999-2000   | Non disputée                  |
| Qualifications continentales                  |                               |
| Coupe des champions d'Océanie 2001            | Wollongong Wolves             |
| Promotions et relégations                     |                               |
| Promus en Championnat d'Australie de football | Aucun                         |
| Relégués                                      | Aucun                         |